# Verbandsgemeinde Seehausen (Altmark)
Die Verbandsgemeinde Seehausen (Altmark) entstand zum 1. Januar 2010 im Landkreis Stendal in Sachsen-Anhalt. Da Verbandsgemeinden höchstens acht Mitgliedsgemeinden mit je mindestens 1.000 Einwohnern haben dürfen, gab es noch am selben Tag folgende Veränderungen:
- Zusammenschluss der Gemeinden Boock (287 Einwohner), Bretsch (631 Einwohner), Gagel (125 Einwohner), Heiligenfelde (222 Einwohner), Kossebau (260 Einwohner), Losse (120 Einwohner) und Lückstedt (548 Einwohner) zur Gemeinde Altmärkische Höhe (2.193 Einwohner)
- Zusammenschluss der Gemeinden Falkenberg (265 Einwohner), Lichterfelde (272 Einwohner), Neukirchen (Altmark) (264 Einwohner) und Wendemark (226 Einwohner) zur Gemeinde Altmärkische Wische (1.027 Einwohner)
- Zusammenschluss der Gemeinden Gollensdorf (293 Einwohner) und Groß Garz (732 Einwohner) zur Gemeinde Zehrental (1.025 Einwohner)
- Zusammenschluss der Gemeinden Aulosen (234 Einwohner), Krüden (682 Einwohner), Pollitz (274 Einwohner) und Wanzer (116 Einwohner) zur neuen Gemeinde Aland (1.306 Einwohner)
- Eingemeindung der Gemeinden Beuster (501 Einwohner), Geestgottberg (382 Einwohner) und Losenrade (157 Einwohner) in die Hansestadt Seehausen (Altmark), deren Einwohnerzahl sich von 4.015 auf 5.055 erhöht

Mitverwaltet wurden ab diesem Zeitpunkt die Gemeinden Wahrenberg (348 Einwohner) und Schönberg (513 Einwohner), die aber nicht Teil der Verbandsgemeinde waren. Am 1. September 2010 wurden Wahrenberg nach Aland und Schönberg per Gesetz nach Seehausen (Altmark) eingemeindet.
Die angegebenen Einwohnerzahlen beziehen sich jeweils auf den 31. Dezember 2008.

## Geographie
Die Verbandsgemeinde liegt südwestlich der Elbe in der Altmark und Wische.

## Mitgliedsgemeinden
Zur Verbandsgemeinde Seehausen (Altmark) gehören folgende fünf Mitgliedsgemeinden mit ihren Gemeindeteilen (Ortsteile und kleinere Ansiedlungen):
- Aland mit Aulosen, Ganseburg, Gerichsee, Groß Holzhausen, Kahlenberge, Klein Wanzer, Krüden, Nattewisch, Pollitz, Scharpenhufe, Vielbaum, Voßhof, Wanzer, Wahrenberg, Wilhelminenhof und Ziegelei
- Altmärkische Höhe mit Boock, Bretsch, Dewitz, Drüsedau, Einwinkel, Gagel, Heiligenfelde, Kossebau, Losse, Lückstedt, Neue Welt, Priemern, Rathsleben, Stapel und Wohlenberg
- Altmärkische Wische mit Biesehof, Burchardshof, Butterhof, Delkerhof, Elendhof, Engelshof, Falkenberg, Ferchlipp, Lichterfelde, Neu Goldbeck, Neukirchen (Altmark), Parishof, Roggehof, Schwarzhof, Wendemark, Wiesenhof, Wipperhof und Wöllmerstift
- Stadt Seehausen (Altmark) mit Auf dem Sande, Behrend, Beuster, Blockhof, Esack, Feldneuendorf, Geestgottberg, Gehrhof, Grashof, Herzfelde, Hof zur Hufe, Klein Holzhausen, Neuhof, Losenrade, Nienfelde, Oberkamps, Ostorf, Scharpenlohe, Schönberg, Schönberg am Deich, Siedlung Waldesfrieden, Uhlenkrug, Unterkamps, Warthe, Wegenitz und Werder
- Zehrental mit Bömenzien, Deutsch, Drösede, Gollensdorf, Groß Garz, Haverland, Klein Kapermoor, Jeggel und Lindenberg

## Politik

### Verbandsgemeinderat
Bei der Verbandsgemeindewahl am 26. Mai 2019 errang die CDU acht der 20 Sitze im Verbandsgemeinderat und ist damit die stärkste Fraktion. Vier Sitze erreichte die UWG B-G-L-S (Unabhängige Wählergemeinschaft Beuster-Geesgottberg-Losenrade-Schönberg), jeweils zwei Sitze Die Linke, die FWA (Freie Wählergemeinschaft Aland) und die Wählergruppe Altmärkische Wische. Die UWG Seehausen und die WG Zehrental konnten sich jeweils einen Sitz sichern. Drei Gemeinderäte sind Frauen. Bündnis 90/Die Grünen und FWG Höhe (Freie Wählergemeinschaft Altmärkische Höhe) verpassten den Einzug in den Gemeinderat. SPD und FDP stellten sich nicht zur Wahl.

### Wappen
Das Wappen wurde am 28. November 2011 durch den Landkreis genehmigt.
Blasonierung: „Gespalten von Silber und Grün; vorn ein goldbewehrter, halber roter Adler am Spalt mit ausgeschlagener roter Zunge, der Fang begleitet von einem grünen Seeblatt; hinten zwischen zwei silbernen Wellenbalken fünf sternförmig angeordnete, gespaltene goldene Rauten.“
Die Farben der Verbandsgemeinde sind Rot - Weiß.
Das Wappen wurde vom Hundisburger Thomas Rystau gestaltet.

### Flagge
Die Flagge ist rot-weiß (1:1) gestreift (Querformat: Streifen waagerecht verlaufend, Längsformat: Streifen senkrecht verlaufend) und mittig mit dem Verbandsgemeindewappen belegt.

## Verkehr
Über das Gebiet der Verbandsgemeinde verläuft die Bahnstrecke Magdeburg–Stendal–Wittenberge, an der die Haltepunkte Geestgottberg und Seehausen (Altm) liegen. Diese werden von der S-Bahn Mittelelbe im Stundentakt bedient.
Durch die Verbandsgemeinde führen die Bundesstraßen 189 und 190.